# Tonie Marshall
Tonie Marshall (ur. 29 listopada 1951 w Neuilly-sur-Seine, zm. 12 marca 2020) – francuska aktorka, reżyserka, scenarzystka i producentka filmowa.

## Życiorys
Córka francuskiej aktorki Micheline Presle i amerykańskiego aktora Williama Marshalla. Laureatka Cezara dla najlepszego reżysera za film Salon piękności Venus (1999).
Zasiadała w jury sekcji "Un Certain Regard" na 65. MFF w Cannes (2012).